# Pogonatum tubulosum
Pogonatum tubulosum är en bladmossart som beskrevs av Hugh Neville Dixon 1942. Pogonatum tubulosum ingår i släktet grävlingmossor, och familjen Polytrichaceae. Inga underarter finns listade i Catalogue of Life.